# Mikhaïl Jebrak
Mikhaïl Antonovitch Jebrak (en russe : Михаил Антонович Жебрак), né le 29 septembre 1875 dans le gouvernement de Grodno et mort au combat le 23 juin 1918 à Bielaïa Glina dans le Kouban, est un colonel de l’armée impériale russe et acteur des armées blanches lors de la guerre civile russe.

## Origines
Mikhaïl Jebrak est né en 1875 dans une famille paysanne du gouvernement de Grodno. Dans les documents de l’époque de la guerre civile il est souvent cité avec un nom composé comme Jebrak-Roussanovitch, Jebrak-Roustanovitch ou Jebrak-Roussakevitch mais dans les archives militaires ne figure que le nom de Jebrak.

## Carrière militaire
Engagé volontaire dans l’armée en 1894 Jebrak étudie à l’école des junkers de Vilnius, dont il est diplômé en 1898. En 1902 il est inscrit à l’école de topographie militaire de Saint-Pétersbourg et devait ensuite poursuivre sa formation à l’académie militaire d’état-major en 1904.

### Guerre russo-japonaise
Quand éclate la guerre russo-japonaise Jebrak est envoyé au front. Pour son mérite au combat il reçoit l’ordre de Sainte-Anne et celui Saint-Georges, tous deux de IVe classe. En mars 1905 Jebrak est grièvement blessé au pied par un obus japonais et est évacué pour être soigné loin du front. Cette blessure le laissera boiteux toute sa vie.

### Juriste militaire
Ne pouvant plus servir dans les troupes d’active Jebrak s’inscrit alors en 1908 à l’académie militaire de droit Alexandre. En 1912 il en sort diplômé et est promu peu après capitaine. Il sert alors comme avocat militaire au tribunal de marine de Kronstadt.

### Première Guerre mondiale
En décembre 1914 Mikhaïl Jebrak passe colonel et continue à servir en tant que juriste. En janvier 1916 il reçoit, malgré sa blessure, l’autorisation de reprendre le service actif et prend le commandement du 2e régiment de marine de la brigade spéciale de marine.
En octobre 1916 la brigade est transférée sur le front roumain et transformée en division. Pour son action contre l’ennemi Jebrak est décoré de l’ordre de Sainte-Anne de IIe classe ainsi que de l’ordre de Michel le Brave.

### Guerre civile russe
Après l’intervention de Kornilov et l’installation du général Alekseïev sur le Don les troupes du front roumain commencent à s’organiser en détachements de volontaires souhaitant poursuivre le combat contre les forces austro-allemandes. Un de ces détachements, fort de 130 hommes, est formé à Izmaïl par le colonel Jebrak.
En mars 1918 Jebrak et ses hommes rejoignent le détachement de Drozdovski, parti de Iași pour gagner le Don. Ensemble ils sont intégrés à l’armée des volontaires et participent à la seconde campagne du Kouban.
Le 23 juin 1918 le colonel Jebrak mène deux bataillons à l’assaut de la stanitsa Bielaïa Glina contre des forces rouges en supériorité numérique. Blessé et capturé par les bolchéviques lors de l’assaut le colonel Jebrak est torturé puis brûlé vivant. La stanitsa est capturée par les blancs le 24 et les dépouilles enterrées dans une tombe commune.